# Суха Долина
Суха Долина (слч. Suchá Dolina) насељено је мјесто са административним статусом сеоске општине (слч. obec) у округу Прешов, у Прешовском крају, Словачка Република.

## Становништво
| Година:    | 1994. | 2004.    | 2014.   | 2024.   |
| ---------- | ----- | -------- | ------- | ------- |
| Број људи: | 229   | 198      | 190     | 196     |
| Разлика:   |       | -13,53 % | -4,04 % | +3,15 % |

| Година:    | 2023. | 2024.   |
| ---------- | ----- | ------- |
| Број људи: | 202   | 196     |
| Разлика:   |       | -2,97 % |

Према подацима о броју становника из 2024. године насеље је имало 196 становника.